# 傅頤
傅頤（1510年—1576年），字觀蒙，號少崖，湖廣沔陽衛官籍，河南汝寧府光州息縣人，明朝政治人物。

## 生平
嘉靖十年（1531年）辛卯科湖廣鄉試第一名舉人（解元），十一年（1532年）中式壬辰科會試第三百十名，三甲第五十四名進士。禮部觀政，授廬陵縣知縣，十五年（1536年）升兵部主事，升員外郎、郎中，改吏部郎中，二十四年（1545年）三月因兵部竄改黃冊案，謫六安州同知，升南京戶部主事、南京禮部郎中，出為四川按察司副使，升山東布政使司左參政，調江西布政使司左參政，三十三年（1554年）十二月升陝西按察使，三十五年（1556年）二月升江西左布政使，三十六年（1557年）三月任都察院右副都御史、巡撫山東，同年改總督漕運，三十八年（1559年）四月升刑部右侍郎，四十年（1561年）改戶部右侍郎、總督倉場，閏五月以病回籍調理。
嘉靖四十三年（1564年）八月起為南京太僕寺卿，九月升南京戶部右侍郎，俱未任，回籍聽調。
隆慶五年（1571年）十一月起為南京兵部右侍郎，改南京戶部右侍郎，六年（1572年）九月升南京都察院右都御史，萬曆元年（1573年）九月升南京戶部尚書，三年（1575年）二月致仕，四年（1576年）卒。

## 家族
曾祖傅珉，指揮僉事；祖父傅俊；父傅昇。母陳氏。具慶下。兄傅預、傅顯（指揮僉事）、傅頔。子傅作舟（指揮僉事）、傅作霖（南京戶部郎中）。